# 이승우 (1952년)
이승우(李昇雨, 1952년 10월 13일 ~ , 강원 횡성)는 대한민국의 공무원이다.

## 학력
- 경기고등학교 졸업
- 서울대학교 법학 학사

## 경력
- 제22회 행정고시 합격
- 1981년 : 재무부 기획예산담당관실 행정사무관
- 1988년 : 재무부 이재국 산업금융과 행정사무관
- 1996년 : 재정경제원 소비자정책과장
- 1998년 : 재정경제원 생활물가과장
- 2001년 : 주 영국 대사관 근무(부이사관)
- 2004년 : 재정경제부 경제정책국장
- 2005년 : 재정경제부 정책조정국장
- 2006년 : 대통령비서실 국민경제비서관
- 2007년 : 대통령비서실 경제정책비서관
- 2007년 : 금융감독위원회 부위원장
- 2009년 : 예금보험공사 사장

| 전임 윤용로 | 제10대 금융감독위원회 부위원장 2007년 12월 21일 ~ 2008년 2월 29일 | 후임 이창용 (금융위원회 부위원장) |